# Erlingur Richardsson
Erlingur Richardsson (19 september 1972) is een IJslands handbalcoach en voormalig handbalspeler. Tussen 2017 en 2022 was Richardsson bondscoach van het Nederlands handbalteam. Hiervoor was hij coach van het Duitse Füchse Berlin dat uitkwam in de Handball-Bundesliga.
1 Bart Ravensbergen ·
3 Ivar Stavast ·
4 Lars Kooij ·
5 Rutger ten Velde ·
6 Niko Blaauw ·
9 Florent Bourget ·
11 Iso Sluijters ·
12 Luc Steins ·
13 Samir Benghanem ·
14 Bobby Schagen ·
17 Ivo Steins ·
19 Robin Schoenaker ·
22 Jasper Adams ·
24 Jeffrey Boomhouwer ·
26 Dennis Schellekens ·
27 Alec Smit ·
77 Dani Baijens ·
31 Kay Smits ·
32 Tommie Falke ·
34 Tom Jansen ·
36 René de Knegt ·
70 Thijs van Leeuwen ·
80 Gerrie Eijlers ·
Coach:  Erlingur Richardsson
1 Bart Ravensbergen ·
3 Samir Benghanem ·
7 Toon Leenders ·
9 Niels Versteijnen ·
11 Iso Sluijters ·
12 Luc Steins ·
14 Bobby Schagen ·
17 Ivo Steins ·
19 Robin Schoenaker ·
21 Kay Smits ·
22 Jasper Adams ·
24 Jeffrey Boomhouwer ·
25 Ephrahim Jerry ·
31 Gerrie Eijlers ·
77 Dani Baijens ·
85 Tim Remer ·
Coach:  Erlingur Richardsson